# Tsubasa Terayama
Tsubasa Terayama (født 10. april 2000) er en japansk fodboldspiller.
Han har spillet for flere forskellige klubber i sin karriere, herunder FC Tokyo.